# Open Season (2006)
"Open Season" (ook wel "Baas in eigen bos" in het Nederlands en Vlaams) is een Amerikaanse
3D-animatiefilm uit 2006. Nog datzelfde jaar verscheen ook een op de film gebaseerd computerspel. In 2008 werd het vervolg, Open Season 2, op video uitgebracht.

## Verhaal
De beer Boog leeft al zijn hele leven in gevangenschap bij boswachter Beth in Timberline. Hij is gelukkig bij haar. Overdag is hij de ster van een dierenshow en 's nachts slaapt hij in haar garage. Dit verandert wanneer het jachtseizoen aanbreekt. Op een dag zit hij in Beths auto te wachten terwijl zij aan het winkelen is als jager Shaw naast hem parkeert. Op zijn motorkap is het hert Elliot vastgebonden. Hij was eerder door Shaw aangereden en verloor daarbij een helft van zijn gewei. Net voor Beth wegrijdt kan Elliot Boog overhalen om hem te bevrijden.
Die avond komt Elliot Boog opzoeken om hem te bedanken en om als wederdienst hem te bevrijden uit gevangenschap. Boog wil echter niet weg uit zijn knusse garage en heeft zelfs schrik van de wereld erbuiten. Elliot overhaalt hem echter door chocoladerepen te beloven en samen plunderen ze een lokale winkel. Boog wordt daarop gevangen door politieagent Gordy die hem terug naar Beth brengt en haar aanraadt hem vrij te laten. Beth kan Boog echter niet loslaten.
Elliot komt Boog terug opzoeken net voor hij moet opkomen in zijn show. Ze maken ruzie omdat Elliot Boog in de problemen bracht. Door het geweld dat Boog daarbij gebruikt denken het publiek en Beth dat de beer het hert op gruwelijke wijze aan het verslinden is. Beth beslist daarop dat het toch tijd is haar beer te laten gaan en vliegt hem en Elliot per helikopter naar het natuurpark, boven de waterval, want daar mag niet gejaagd worden en het jachtseizoen stond voor de deur.
Boog wil niet meer met Elliot te maken hebben en probeert terug naar huis te keren. Hij kan echter de weg niet vinden en ziet zich gedwongen zich te laten leiden door Elliot. Tijdens hun tocht komen ze in aanvaring met onder meer eekhoorns, zalmen, eenden, konijnen, bevers en Elliots voormalige kudde. Intussen zit ook Shaw hen nog steeds achterna. Van hem vluchtend loopt Boog over een beverdam die
onder zijn gewicht instort. In de resulterende vloedgolf worden zowat alle dieren meegespoeld naar het gebied onder de waterval, waar het jachtseizoen net van start ging.
Nadat ze alle schuld op Boog schoven, die op zijn beurt de schuld op Elliot schuift, gaan de dieren samen de strijd aan tegen de jagers. Boog komt in Shaws' jachthut terecht en wordt ontdekt. Tijdens zijn vlucht komt hij aan een weg vanwaar hij Timberline ziet liggen. Hij keert echter terug naar de andere dieren om hen te helpen. Samen met Elliot verslaat hij Shaw in een laatste krachtmeting. Ten slotte komt Beth om Boog weer veilig naar huis te brengen, maar realiseert ze zich dat hij zijn nieuwe thuis heeft gevonden.

## Personages

### Engelse stemmen
| Stem                             | Personage   | Rol             | Omschrijving |
| -------------------------------- | ----------- | --------------- | --- |
| Martin Lawrence                  | Boog        | Grizzlybeer     | Dit hoofdpersonage werd opgevoed door parkwachter Beth. Hij woont in haar garage, voert dierenshows op en kan niet in de vrije natuur overleven. |
| Ashton Kutcher                   | Elliot      | Muildierhert    | Dit hoofdpersonage werd uitgestoten uit zijn kudde, aangereden door jager Shaw die hem vervolgens vastbond op zijn motorkap en ten slotte bevrijd door Boog. Hierna worden de twee min of meer vrienden.                                               |
| Gary Sinise                      | Shaw        | Mens            | Hij is de kwaadaardige jager van het dorp Timberline. Als Boog zijn vangst Elliot bevrijd opent hij de jacht op beiden. |
| Debra Messing                    | Beth        | Mens            | Zij voedde Boog op sinds hij een welp was en is erg aan hem gehecht. Wanneer ze hem echter tekeer ziet gaan tegen Elliot tijdens een van hun dierenshows vindt ze het tijd om hem vrij te laten.                                                       |
| Billy Connolly                   | McSquizzy   | Grijze eekhoorn | Leider van de "bontstaartclan"; een grote groep eekhoorns die in dennenbomen wonen en deze bomen ook verdedigen tegen indringers, waaronder Boog. Hij spreekt met een Schotse tongval.                                                                 |
| Jon Favreau                      | Reilly      | Canadese bever  | De werfleider van een groep bevers die een dam aan het bouwen zijn. Die dam wordt tegen het einde van de film verwoest als Boog erover loopt. |
| Jane Krakowski                   | Giselle     | Muildierhert    | Elliot is verliefd op deze hinde uit zijn voormalige kudde. Zij is het wijfje van Ian, de leider van die kudde. |
| Gordon Tootoosis                 | Gordy       | Mens            | De politieagent van Timberline. Hij ziet toe op het jachtseizoen dat voor de deur staat en raadt Beth aan Boog boven de waterval vrij te laten, waar niet gejaagd mag worden. Hij staat ook op de wet en toomt daarmee Shaws gewelddadige karakter in. |
| Patrick Warburton                | Ian         | Muildierhert    | De leider van de kudde die Elliot uit de groep verstootte. Hij lacht Elliot en Boog uit om hun zwaktes maar smeekt later om hun hulp als de jacht geopend is.                                                                                          |
| Cody Cameron                     | Mr. Weenie  | Dashond         | De verwende hond van onderzoekers Bob en Bobbie die op kampeertocht zijn in het bos. Hij wordt op een bepaald moment bedreigd door Shaw. |
| Nika Futterman Michelle Murdocca | Rosie Maria | Stinkdieren     | Deze twee stinkdierwijfjes hebben voortdurend ruzie maar verjagen ook eenieder die zich in hun buurt waagt. Boog en Elliot maken op die manier kennis met hun stinkdiergeur.                                                                           |
| Danny Mann Matthew Taylor        | Serge Deni  | Wilde eenden    | Deze twee eenden overleefden als enigen de eendentrek vanuit een, aan Serges tongval te horen, Franstalig gebied. De rest van hun groep werd door jagers neergeschoten. Deni hield hieraan een trauma over en wil niet meer vliegen.                   |
| Matthew Taylor                   | Buddy       | Stekelvarken    | Dit eenzame stekelvarken wil maar wat graag vrienden maken maar slaagt hier niet in. |

### Nederlandse stemmen[2]
Studio: Sun Studio Holland
Regie (dialogen en liedjes): Hilde de Mildt
Vertaling (dialogen en liedjes): Judith Dekker
Mixage: Johan Høyer
Mixingstudio: Sun Studio A/S
Techniek: Freek Wennekes
Productie: Holanda Lazic
Uitvoerend producent: Svend Christiansen
Liedje - "Mijn plek": Sandro van Breemen
- Rogier Komproe als Boog
- Pim Veth als Elliot
- Peter Blok als Shaw
- Bridget Maasland als Beth
- Johnny Kraaijkamp jr. als McSquizzy
- Marjolein Algera als Bob
- Sander de Heer als Reilly
- Jetske van den Elsen als Giselle
- Rients Gratama als Gordy
- Bart Oomen als Ian
- Stan Limburg als Meneer Weenie
- Sophia Wezer als Rosie
- Ingrid Simons als Maria
- Paul Groot als Serge
- Jon Karthaus als Stekelvarken
- Owen Schumacher als Deni

Overige stemmen: Barry Worsteling, Fred Meijer, Frans Limburg, Hilde de Mildt en Holanda Lazic

### Vlaamse stemmen[2]
Studio: Sun Studio België
Regie (dialogen): Fien Troch
Regie (liedjes): Fien Troch en An Lovink
Vertaling (dialogen en liedjes): Marc Heyndrickx
Mixage: Johan Høyer
Mixingstudio: Sun Studio A/S
Techniek: O. Marga en Jurre Ording
Productie: An Lovink
Uitvoerend producent: Svend Christiansen
Liedje - "Mijn thuis": Raf Van Brussel
- Geert Van Rampelberg als Boog
- Sven De Ridder als Elliot
- Filip Peeters als Shaw
- Saartje Vandendriessche als Betty
- Hubert Damen als McSquizzy
- Danni Heylen als Bobbie
- Warre Borgmans als Reilly
- Véronique De Kock als Giselle
- Raymond Bossaerts als Gordy
- Vic De Wachter als Ian
- Koen Van Impe als Meneer Weenie en Stekelvarken
- Phara de Aguirre als Rosie
- Frieda Van Wijck als Maria
- Stany Crets als Serge
- Peter Van den Begin als Deni

Overige stemmen: An Lovink, Door Van Boeckel, Fien Troch, Michael Zanders, Sam Verhoeven en Wim Van Den Driessche

## Achtergrond

### Productie
De locatie waar de film speelt, is gebaseerd op de plaatsen Sun Valley en McCall in Idaho, en het Nationaal bos Sawtooth.
Van de drie regisseurs die aan de film werkten, had alleen Roger Allers ervaring met het regiewerk. Hij was eerder mederegisseur van De Leeuwenkoning.
Sony animation ontwikkelde een softwaretool genaamd Sharpers, waarmee de tekenaars een personage steeds een andere vorm konden geven om sterkere poses en silhouetten te maken.

### Soundtrack
De soundtrack van de film bevat muziek gecomponeerd door Ramin Djawadi en nummers geschreven door Paul Westerberg.
| Nr. | Lied                           | Artiest         |
| --- | ------------------------------ | --------------- |
| 1   | "Meet Me In The Meadow"        | Paul Westerberg |
| 2   | "Love You In The Fall"         | Paul Westerberg |
| 3   | "I Belong"                     | Paul Westerberg |
| 4   | "I Wanna Lose Control (Uh-Oh)" | Deathray        |
| 5   | "Better Than This"             | Paul Westerberg |
| 6   | "Wild Wild Life"               | Talking Heads   |
| 7   | "Right to Arm Bears"           | Paul Westerberg |
| 8   | "Good Day"                     | Paul Westerberg |
| 9   | "All About Me"                 | Paul Westerberg |
| 10  | "Wild As I Wanna Be"           | Deathray        |
| 11  | "Whisper Me Luck"              | Paul Westerberg |
| 12  | "I Belong" (Reprise)           | Pete Yorn       |
| 13  | "Wild As I Wanna Be"           | Paul Westerberg |

### Uitgave en ontvangst
Open Season werd met gemengde reacties ontvangen. Een vaak gehoord punt van kritiek was dat de grappen flauw, de situaties te cliché en de animatie niets nieuws vergeleken met andere computeranimatiefilms zou zijn.
Kevin Smith gaf de film een goede beoordeling, met de kanttekening dat de film vooral mensen met gevoel voor toilethumor zou aanspreken. Richard Roeper gaf de film juist een uitermate negatieve beoordeling.
Financieel was de film wel een succes. De wereldwijde opbrengst bedroeg $ 189,9 miljoen.

## Prijzen en nominaties
De film kreeg volgende prijzen en nominaties:
- ASCAP-Film- en Televisiemuziekprijzen 2007: winnaar topbioscoopfilm voor Ramin Djawadi en Paul Westerberg.
- Annie-prijzen 2007:
  - Nominatie beste geanimeerde effecten voor David Stephens.
  - Nominatie beste animatiefilm.
  - Nominatie beste personageontwerp in een animatiefilmproductie voor Carter Goodrich.
  - Nominatie beste productieontwerp in een animatiefilmproductie:
    - Voor Andrew Harkness.
    - Voor Michael Humphries.

  - Nominatie beste draaiboek in een animatiefilmproductie voor Kris Pearn.
- Kids'Choice-prijzen (VS) 2007: 'Nominatie favoriete stem uit een animatiefilm voor Ashton Kutcher.